# 가이거-뮐러 계수관

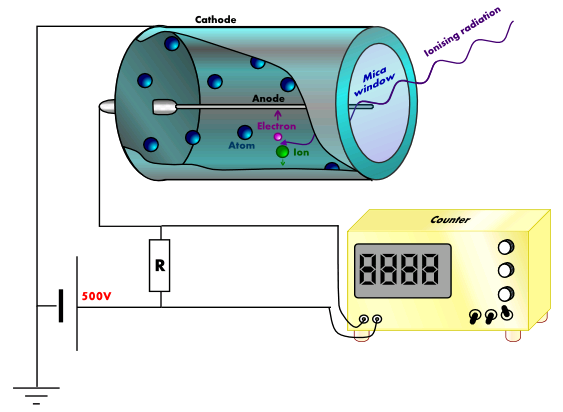

가이거-뮐러 계수관(영어: Geiger–Müller tube, GM tube)는 가이거 계수기의 검출기로서, 이온 방사(ionizing radiation)에서 나오는 원소를 검출한다. 보통 '틱' 하는 소리가 나도록 되어 있다. 이 기계를 1908년에 고안한 한스 가이거와 1928년이를 발전시켜 지금의 모양으로 만든 발터 뮐러의 이름을 따서 부른다. 이는 기체 이온화 검출기(gaseous ionization detector)의 일중이고 가이거 판 (Geiger plateau)에 고전압을 걸어 사용한다.
가이거 계수기는 하드웨어적인 난수 발생기로도 사용한다.

## 같이 보기
- 방사선량계
- 가이거 계수기

## 참고
1. ↑  H. Geiger and W. Müller (1928). “Elektronenzählrohr zur Messung schwächster Aktivitäten”. 《Naturwissenschaften》 16 (31): 617. doi:10.1007/BF01494093.